# カリス成城
カリス成城（かりすせいじょう）はハーブ関連の事業を行っている株式会社。また、同名のハーブ関連商品の専門販売店。世田谷区成城に本社を置く。

## 概要
1983年4月に東京成城にハーブショップとしてオープン。直営店によるハーブの販売のほか、業務用の苗の生産・販売を行っている。現在35の直営店を持つ。ハーブインストラクターを養成するスクールも運営している。神奈川県相模原市に製造部である相模原事務所がある。

## スクール一覧
- 東京校（東京都世田谷区）
- 新百合ヶ丘産経学園（神奈川県川崎市）
- 名古屋栄朝日カルチャーセンター（愛知県名古屋市）
- 関西校（大阪府大阪市）